# Eleições presidenciais portuguesas de 2016 no distrito de Leiria
| Eleições presidenciais portuguesas de 2016 Distritos: Aveiro \| Beja \| Braga \| Bragança \| Castelo Branco \| Coimbra \| Évora \| Faro \| Guarda \| Leiria \| Lisboa \| Portalegre \| Porto \| Santarém \| Setúbal \| Viana do Castelo \| Vila Real \| Viseu \| Açores \| Madeira \| Estrangeiro |

## Resultados por Concelho
Os resultados nos concelhos do Distrito de Leiria foram os seguintes:

### Alcobaça
| Candidato               | Candidato                | Votos  | %               |
| ----------------------- | ------------------------ | ------ | --------------- |
|                         | Marcelo Rebelo de Sousa  | 15 238 | 59,66 / 100,00  |
|                         | António Sampaio da Nóvoa | 4 518  | 17,69 / 100,00  |
|                         | Marisa Matias            | 2 485  | 9,73 / 100,00   |
|                         | Maria de Belém Roseira   | 927    | 3,63 / 100,00   |
|                         | Vitorino Silva           | 917    | 3,59 / 100,00   |
|                         | Paulo de Morais          | 544    | 2,13 / 100,00   |
|                         | Edgar Silva              | 428    | 1,68 / 100,00   |
|                         | Henrique Neto            | 332    | 1,30 / 100,00   |
|                         | Cândido Ferreira         | 92     | 0,36 / 100,00   |
|                         | Jorge Sequeira           | 61     | 0,24 / 100,00   |
| Votos Inválidos         | Votos Inválidos          | 772    | 2,93 / 100,00   |
| Total                   | Total                    | 26 314 | 100,00 / 100,00 |
| Eleitorado/Participação | Eleitorado/Participação  | 49 153 | 53,53 / 100,00  |

| Freguesia              | %     | %     | %     | %    | %    | %    | %    | %    | %    | %    | Votantes |
| Freguesia              | MRS   | ASN   | MM    | MBR  | VS   | PM   | ES   | HN   | CF   | JS   | Votantes |
| ---------------------- | ----- | ----- | ----- | ---- | ---- | ---- | ---- | ---- | ---- | ---- | -------- |
| Alcobaça e Vestiaria   | 54,76 | 21,63 | 9,33  | 3,71 | 2,52 | 3,19 | 2,46 | 1,73 | 0,45 | 0,22 | 3 211    |
| Alfeizerão             | 65,95 | 16,02 | 8,07  | 3,32 | 3,26 | 1,43 | 0,65 | 0,59 | 0,39 | 0,33 | 1 577    |
| Aljubarrota            | 61,03 | 17,43 | 10,31 | 2,91 | 3,18 | 2,07 | 1,65 | 0,80 | 0,42 | 0,19 | 2 691    |
| Bárrio                 | 52,22 | 21,80 | 10,90 | 6,06 | 2,69 | 2,56 | 3,10 | 0,54 | 0,13 | 0    | 769      |
| Benedita               | 68,26 | 12,40 | 8,66  | 1,66 | 3,46 | 3,36 | 0,68 | 1,10 | 0,14 | 0,28 | 4 407    |
| Cela                   | 57,99 | 16,62 | 12,06 | 4,28 | 4,77 | 1,05 | 1,33 | 0,98 | 0,63 | 0,28 | 1 483    |
| Cós, Alpedriz e Montes | 46,39 | 23,91 | 13,17 | 6,66 | 3,65 | 1,86 | 2,36 | 1,22 | 0,57 | 0,21 | 1 455    |
| Évora de Alcobaça      | 65,63 | 17,54 | 6,99  | 3,17 | 3,40 | 1,33 | 1,15 | 1,19 | 0,41 | 0,18 | 2 246    |
| Maiorga                | 40,62 | 23,97 | 15,91 | 8,27 | 3,18 | 2,33 | 4,24 | 0,85 | 0,64 | 0    | 979      |
| Pataias e Martingança  | 43,14 | 25,69 | 13,08 | 5,15 | 5,66 | 1,05 | 3,02 | 2,71 | 0,17 | 0,34 | 3 035    |
| São Martinho do Porto  | 57,14 | 20,78 | 9,09  | 4,16 | 2,86 | 2,51 | 0,87 | 1,90 | 0,35 | 0,35 | 1 180    |
| Turquel                | 73,32 | 9,22  | 6,87  | 2,49 | 3,73 | 1,80 | 0,83 | 0,97 | 0,51 | 0,28 | 2 237    |
| Vimeiro                | 77,91 | 8,99  | 4,89  | 1,27 | 3,23 | 1,37 | 1,17 | 0,88 | 0,20 | 0,10 | 1 044    |
| Alcobaça               | 59,66 | 17,69 | 9,73  | 3,63 | 3,59 | 2,13 | 1,68 | 1,30 | 0,36 | 0,24 | 26 314   |

### Alvaiázere
| Candidato               | Candidato                | Votos | %               |
| ----------------------- | ------------------------ | ----- | --------------- |
|                         | Marcelo Rebelo de Sousa  | 2 588 | 76,03 / 100,00  |
|                         | António Sampaio da Nóvoa | 323   | 9,49 / 100,00   |
|                         | Marisa Matias            | 203   | 5,96 / 100,00   |
|                         | Maria de Belém Roseira   | 107   | 3,14 / 100,00   |
|                         | Vitorino Silva           | 97    | 2,85 / 100,00   |
|                         | Henrique Neto            | 29    | 0,85 / 100,00   |
|                         | Paulo de Morais          | 25    | 0,73 / 100,00   |
|                         | Edgar Silva              | 22    | 0,65 / 100,00   |
|                         | Cândido Ferreira         | 7     | 0,21 / 100,00   |
|                         | Jorge Sequeira           | 3     | 0,09 / 100,00   |
| Votos Inválidos         | Votos Inválidos          | 91    | 2,60 / 100,00   |
| Total                   | Total                    | 3 495 | 100,00 / 100,00 |
| Eleitorado/Participação | Eleitorado/Participação  | 6 672 | 52,38 / 100,00  |

| Freguesia           | %     | %     | %    | %    | %    | %    | %    | %    | %    | %    | Votantes |
| Freguesia           | MRS   | ASN   | MM   | MBR  | VS   | HN   | PM   | ES   | CF   | JS   | Votantes |
| ------------------- | ----- | ----- | ---- | ---- | ---- | ---- | ---- | ---- | ---- | ---- | -------- |
| Almoster            | 75,53 | 13,29 | 5,74 | 0,91 | 1,51 | 0,60 | 0,60 | 1,51 | 0,30 | 0    | 337      |
| Alvaiázere          | 73,43 | 10,20 | 6,70 | 3,83 | 3,19 | 0,96 | 0,85 | 0,53 | 0,32 | 0    | 961      |
| Maçãs de Dona Maria | 77,53 | 7,88  | 5,65 | 3,41 | 3,06 | 0,35 | 1,06 | 0,59 | 0,24 | 0,24 | 874      |
| Pelmá               | 83,33 | 6,83  | 2,73 | 2,73 | 1,64 | 1,64 | 0,55 | 0,55 | 0    | 0    | 378      |
| Pussos São Pedro    | 74,56 | 9,93  | 6,88 | 3,17 | 3,28 | 0,98 | 0,44 | 0,55 | 0,11 | 0,11 | 945      |
| Alvaiázere          | 76,03 | 9,49  | 5,96 | 3,14 | 2,85 | 0,85 | 0,73 | 0,65 | 0,21 | 0,09 | 3 495    |

### Ansião
| Candidato               | Candidato                | Votos  | %               |
| ----------------------- | ------------------------ | ------ | --------------- |
|                         | Marcelo Rebelo de Sousa  | 4 310  | 69,33 / 100,00  |
|                         | António Sampaio da Nóvoa | 824    | 13,25 / 100,00  |
|                         | Marisa Matias            | 438    | 7,05 / 100,00   |
|                         | Maria de Belém Roseira   | 229    | 3,68 / 100,00   |
|                         | Vitorino Silva           | 199    | 3,20 / 100,00   |
|                         | Paulo de Morais          | 76     | 1,22 / 100,00   |
|                         | Henrique Neto            | 62     | 1,00 / 100,00   |
|                         | Edgar Silva              | 51     | 0,82 / 100,00   |
|                         | Cândido Ferreira         | 19     | 0,31 / 100,00   |
|                         | Jorge Sequeira           | 9      | 0,14 / 100,00   |
| Votos Inválidos         | Votos Inválidos          | 133    | 2,11 / 100,00   |
| Total                   | Total                    | 6 351  | 100,00 / 100,00 |
| Eleitorado/Participação | Eleitorado/Participação  | 11 907 | 53,34 / 100,00  |

| Freguesia          | %     | %     | %    | %    | %    | %    | %    | %    | %    | %    | Votantes |
| Freguesia          | MRS   | ASN   | MM   | MBR  | VS   | PM   | HN   | ES   | CF   | JS   | Votantes |
| ------------------ | ----- | ----- | ---- | ---- | ---- | ---- | ---- | ---- | ---- | ---- | -------- |
| Alvorge            | 76,03 | 8,05  | 7,69 | 2,86 | 2,86 | 0,54 | 0,89 | 0,54 | 0,18 | 0,36 | 569      |
| Ansião             | 60,59 | 17,21 | 9,18 | 4,88 | 3,38 | 1,49 | 1,32 | 1,38 | 0,34 | 0,23 | 1 783    |
| Avelar             | 61,88 | 18,04 | 8,46 | 5,30 | 3,36 | 1,12 | 0,71 | 0,82 | 0,20 | 0,10 | 1 006    |
| Chão de Couce      | 73,62 | 11,66 | 4,70 | 3,58 | 3,27 | 1,02 | 0,92 | 0,82 | 0,41 | 0    | 999      |
| Pousaflores        | 75,75 | 10,54 | 5,96 | 1,79 | 3,58 | 1,19 | 0,20 | 0,20 | 0,80 | 0    | 512      |
| Santiago da Guarda | 77,15 | 9,29  | 5,23 | 2,20 | 2,82 | 1,38 | 1,17 | 0,48 | 0,14 | 0,14 | 1 482    |
| Ansião             | 69,33 | 13,25 | 7,05 | 3,68 | 3,20 | 1,22 | 1,00 | 0,82 | 0,31 | 0,14 | 6 351    |

### Batalha
| Candidato               | Candidato                | Votos  | %               |
| ----------------------- | ------------------------ | ------ | --------------- |
|                         | Marcelo Rebelo de Sousa  | 5 553  | 71,17 / 100,00  |
|                         | António Sampaio da Nóvoa | 805    | 10,32 / 100,00  |
|                         | Marisa Matias            | 618    | 7,92 / 100,00   |
|                         | Vitorino Silva           | 256    | 3,28 / 100,00   |
|                         | Maria de Belém Roseira   | 214    | 2,74 / 100,00   |
|                         | Paulo de Morais          | 132    | 1,69 / 100,00   |
|                         | Henrique Neto            | 121    | 1,55 / 100,00   |
|                         | Edgar Silva              | 54     | 0,69 / 100,00   |
|                         | Cândido Ferreira         | 34     | 0,44 / 100,00   |
|                         | Jorge Sequeira           | 15     | 0,19 / 100,00   |
| Votos Inválidos         | Votos Inválidos          | 249    | 3,10 / 100,00   |
| Total                   | Total                    | 8 051  | 100,00 / 100,00 |
| Eleitorado/Participação | Eleitorado/Participação  | 14 269 | 56,42 / 100,00  |

| Freguesia         | %     | %     | %    | %    | %    | %    | %    | %    | %    | %    | Votantes |
| Freguesia         | MRS   | ASN   | MM   | VS   | MBR  | PM   | HN   | ES   | CF   | JS   | Votantes |
| ----------------- | ----- | ----- | ---- | ---- | ---- | ---- | ---- | ---- | ---- | ---- | -------- |
| Batalha           | 66,14 | 12,07 | 8,95 | 3,45 | 3,14 | 2,46 | 1,78 | 1,09 | 0,66 | 0,25 | 4 072    |
| Golpilheira       | 68,77 | 10,29 | 9,20 | 3,87 | 4,00 | 0,85 | 2,18 | 0,48 | 0,24 | 0,12 | 850      |
| Reguengo do Fetal | 69,83 | 13,19 | 7,40 | 2,56 | 3,32 | 1,42 | 1,80 | 0,09 | 0,28 | 0,09 | 1 088    |
| São Mamede        | 82,92 | 5,31  | 5,61 | 3,08 | 1,11 | 0,66 | 0,71 | 0,30 | 0,15 | 0,15 | 2 041    |
| Batalha           | 71,17 | 10,32 | 7,92 | 3,28 | 2,74 | 1,69 | 1,55 | 0,69 | 0,44 | 0,19 | 8 051    |

### Bombarral
| Candidato               | Candidato                | Votos  | %               |
| ----------------------- | ------------------------ | ------ | --------------- |
|                         | Marcelo Rebelo de Sousa  | 3 279  | 58,48 / 100,00  |
|                         | António Sampaio da Nóvoa | 1 174  | 20,94 / 100,00  |
|                         | Marisa Matias            | 494    | 8,81 / 100,00   |
|                         | Edgar Silva              | 205    | 3,66 / 100,00   |
|                         | Maria de Belém Roseira   | 191    | 3,41 / 100,00   |
|                         | Vitorino Silva           | 121    | 2,16 / 100,00   |
|                         | Paulo de Morais          | 81     | 1,44 / 100,00   |
|                         | Henrique Neto            | 37     | 0,66 / 100,00   |
|                         | Jorge Sequeira           | 13     | 0,23 / 100,00   |
|                         | Cândido Ferreira         | 12     | 0,21 / 100,00   |
| Votos Inválidos         | Votos Inválidos          | 138    | 2,40 / 100,00   |
| Total                   | Total                    | 5 745  | 100,00 / 100,00 |
| Eleitorado/Participação | Eleitorado/Participação  | 11 634 | 49,38 / 100,00  |

| Freguesia             | %     | %     | %    | %    | %    | %    | %    | %    | %    | %    | Votantes |
| Freguesia             | MRS   | ASN   | MM   | ES   | MBR  | VS   | PM   | HN   | JS   | CF   | Votantes |
| --------------------- | ----- | ----- | ---- | ---- | ---- | ---- | ---- | ---- | ---- | ---- | -------- |
| Bombarral e Vale Covo | 53,97 | 24,38 | 9,95 | 3,44 | 3,51 | 1,80 | 1,80 | 0,80 | 0,23 | 0,10 | 3 068    |
| Carvalhal             | 61,61 | 18,54 | 8,41 | 2,17 | 4,07 | 2,77 | 1,04 | 0,69 | 0,35 | 0,35 | 1 186    |
| Pó                    | 75,89 | 11,51 | 5,21 | 1,37 | 2,74 | 2,19 | 0,82 | 0,27 | 0    | 0    | 372      |
| Roliça                | 61,70 | 17,18 | 7,31 | 6,58 | 2,65 | 2,47 | 1,10 | 0,37 | 0,46 | 0,18 | 1 119    |
| Bombarral             | 58,48 | 20,94 | 8,81 | 3,66 | 3,41 | 2,16 | 1,44 | 0,66 | 0,23 | 0,21 | 5 745    |

### Caldas da Rainha
| Candidato               | Candidato                | Votos  | %               |
| ----------------------- | ------------------------ | ------ | --------------- |
|                         | Marcelo Rebelo de Sousa  | 12 647 | 58,34 / 100,00  |
|                         | António Sampaio da Nóvoa | 4 315  | 19,90 / 100,00  |
|                         | Marisa Matias            | 2 091  | 9,65 / 100,00   |
|                         | Maria de Belém Roseira   | 698    | 3,22 / 100,00   |
|                         | Paulo de Morais          | 641    | 2,96 / 100,00   |
|                         | Vitorino Silva           | 593    | 2,74 / 100,00   |
|                         | Edgar Silva              | 383    | 1,77 / 100,00   |
|                         | Henrique Neto            | 203    | 0,94 / 100,00   |
|                         | Cândido Ferreira         | 72     | 0,33 / 100,00   |
|                         | Jorge Sequeira           | 35     | 0,16 / 100,00   |
| Votos Inválidos         | Votos Inválidos          | 506    | 2,28 / 100,00   |
| Total                   | Total                    | 22 184 | 100,00 / 100,00 |
| Eleitorado/Participação | Eleitorado/Participação  | 45 671 | 48,57 / 100,00  |

| Freguesia                                        | %     | %     | %     | %    | %    | %    | %    | %    | %    | %    | Votantes |
| Freguesia                                        | MRS   | ASN   | MM    | MBR  | PM   | VS   | ES   | HN   | CF   | JS   | Votantes |
| ------------------------------------------------ | ----- | ----- | ----- | ---- | ---- | ---- | ---- | ---- | ---- | ---- | -------- |
| A dos Francos                                    | 69,10 | 14,12 | 7,94  | 2,52 | 0,88 | 2,77 | 1,26 | 0,50 | 0,38 | 0,50 | 809      |
| Alvorninha                                       | 68,88 | 14,42 | 7,29  | 1,78 | 1,30 | 4,21 | 0,97 | 0,41 | 0,49 | 0,24 | 1 265    |
| Caldas da Rainha - Santo Onofre e Serra do Bouro | 48,94 | 23,70 | 12,60 | 3,77 | 4,13 | 2,93 | 2,58 | 0,82 | 0,40 | 0,13 | 4 645    |
| Carvalhal Benfeito                               | 80,66 | 6,27  | 6,27  | 1,92 | 1,39 | 2,61 | 0,35 | 0,35 | 0    | 0,17 | 589      |
| Foz do Arelho                                    | 56,14 | 20,40 | 10,29 | 3,25 | 2,17 | 3,07 | 2,17 | 1,99 | 0,54 | 0    | 566      |
| Landal                                           | 74,00 | 10,90 | 5,35  | 2,68 | 1,72 | 3,06 | 0,96 | 0,57 | 0,19 | 0,57 | 541      |
| Nadadouro                                        | 60,70 | 19,88 | 8,77  | 1,87 | 2,81 | 2,92 | 1,64 | 0,94 | 0,35 | 0,12 | 868      |
| Nossa Senhora do Pópulo, Coto e São Gregório     | 55,68 | 23,61 | 8,85  | 3,44 | 3,20 | 2,01 | 1,76 | 1,07 | 0,22 | 0,16 | 7 901    |
| Salir de Matos                                   | 62,96 | 15,93 | 9,72  | 2,50 | 2,31 | 4,26 | 1,20 | 0,65 | 0,37 | 0,09 | 1 106    |
| Santa Catarina                                   | 71,90 | 9,68  | 8,06  | 2,71 | 1,62 | 2,84 | 1,35 | 1,22 | 0,47 | 0,14 | 1 517    |
| Tornada e Salir do Porto                         | 52,25 | 20,77 | 12,14 | 4,12 | 3,96 | 3,13 | 1,81 | 1,15 | 0,55 | 0,11 | 1 850    |
| Vidais                                           | 69,80 | 11,37 | 8,24  | 3,53 | 1,76 | 2,75 | 1,76 | 0,78 | 0    | 0    | 527      |
| Caldas da Rainha                                 | 58,34 | 19,90 | 9,65  | 3,22 | 2,96 | 2,74 | 1,77 | 0,94 | 0,33 | 0,16 | 22 184   |

### Castanheira de Pêra
| Candidato               | Candidato                | Votos | %               |
| ----------------------- | ------------------------ | ----- | --------------- |
|                         | Marcelo Rebelo de Sousa  | 675   | 49,34 / 100,00  |
|                         | António Sampaio da Nóvoa | 365   | 26,68 / 100,00  |
|                         | Marisa Matias            | 153   | 11,18 / 100,00  |
|                         | Maria de Belém Roseira   | 90    | 6,58 / 100,00   |
|                         | Vitorino Silva           | 35    | 2,56 / 100,00   |
|                         | Edgar Silva              | 20    | 1,46 / 100,00   |
|                         | Paulo de Morais          | 12    | 0,88 / 100,00   |
|                         | Henrique Neto            | 8     | 0,58 / 100,00   |
|                         | Cândido Ferreira         | 5     | 0,37 / 100,00   |
|                         | Jorge Sequeira           | 5     | 0,37 / 100,00   |
| Votos Inválidos         | Votos Inválidos          | 33    | 2,35 / 100,00   |
| Total                   | Total                    | 1 401 | 100,00 / 100,00 |
| Eleitorado/Participação | Eleitorado/Participação  | 2 820 | 49,68 / 100,00  |

| Freguesia                      | %     | %     | %     | %    | %    | %    | %    | %    | %    | %    | Votantes |
| Freguesia                      | MRS   | ASN   | MM    | MBR  | VS   | ES   | PM   | HN   | CF   | JS   | Votantes |
| ------------------------------ | ----- | ----- | ----- | ---- | ---- | ---- | ---- | ---- | ---- | ---- | -------- |
| Castanheira de Pera e Coentral | 49,34 | 26,88 | 11,18 | 6,58 | 2,56 | 1,46 | 0,88 | 0,58 | 0,37 | 0,37 | 1 401    |
| Castanheira de Pera            | 49,34 | 26,88 | 11,18 | 6,58 | 2,56 | 1,46 | 0,88 | 0,58 | 0,37 | 0,37 | 1 401    |

### Figueiró dos Vinhos
| Candidato               | Candidato                | Votos | %               |
| ----------------------- | ------------------------ | ----- | --------------- |
|                         | Marcelo Rebelo de Sousa  | 2 142 | 68,50 / 100,00  |
|                         | António Sampaio da Nóvoa | 460   | 14,71 / 100,00  |
|                         | Marisa Matias            | 232   | 7,42 / 100,00   |
|                         | Maria de Belém Roseira   | 113   | 3,61 / 100,00   |
|                         | Vitorino Silva           | 88    | 2,81 / 100,00   |
|                         | Edgar Silva              | 24    | 0,77 / 100,00   |
|                         | Paulo de Morais          | 23    | 0,74 / 100,00   |
|                         | Henrique Neto            | 18    | 0,58 / 100,00   |
|                         | Cândido Ferreira         | 18    | 0,58 / 100,00   |
|                         | Jorge Sequeira           | 9     | 0,29 / 100,00   |
| Votos Inválidos         | Votos Inválidos          | 66    | 2,07 / 100,00   |
| Total                   | Total                    | 3 193 | 100,00 / 100,00 |
| Eleitorado/Participação | Eleitorado/Participação  | 5 950 | 53,66 / 100,00  |

| Freguesia                       | %     | %     | %    | %    | %    | %    | %    | %    | %    | %    | Votantes |
| Freguesia                       | MRS   | ASN   | MM   | MBR  | VS   | ES   | PM   | HN   | CF   | JS   | Votantes |
| ------------------------------- | ----- | ----- | ---- | ---- | ---- | ---- | ---- | ---- | ---- | ---- | -------- |
| Aguda                           | 72,12 | 7,92  | 8,61 | 4,65 | 3,27 | 1,03 | 0,52 | 0,52 | 0,69 | 0,69 | 589      |
| Arega                           | 73,13 | 9,79  | 5,83 | 5,63 | 3,75 | 0,42 | 0,21 | 0,83 | 0,42 | 0    | 487      |
| Campelo                         | 58,18 | 22,73 | 3,64 | 7,27 | 1,82 | 3,64 | 0    | 1,82 | 0,91 | 0    | 115      |
| Figueiró dos Vinhos e Bairradas | 66,87 | 17,48 | 7,67 | 2,61 | 2,51 | 0,61 | 0,97 | 0,46 | 0,56 | 0,26 | 2 002    |
| Figueiró dos Vinhos             | 68,50 | 14,71 | 7,42 | 3,61 | 2,81 | 0,77 | 0,74 | 0,58 | 0,58 | 0,29 | 3 193    |

### Leiria
| Candidato               | Candidato                | Votos   | %               |
| ----------------------- | ------------------------ | ------- | --------------- |
|                         | Marcelo Rebelo de Sousa  | 39 435  | 65,21 / 100,00  |
|                         | António Sampaio da Nóvoa | 8 939   | 14,78 / 100,00  |
|                         | Marisa Matias            | 5 352   | 8,85 / 100,00   |
|                         | Vitorino Silva           | 1 670   | 2,76 / 100,00   |
|                         | Maria de Belém Roseira   | 1 464   | 2,42 / 100,00   |
|                         | Paulo de Morais          | 1 294   | 2,14 / 100,00   |
|                         | Henrique Neto            | 1 158   | 1,91 / 100,00   |
|                         | Edgar Silva              | 603     | 1,00 / 100,00   |
|                         | Cândido Ferreira         | 430     | 0,71 / 100,00   |
|                         | Jorge Sequeira           | 129     | 0,21 / 100,00   |
| Votos Inválidos         | Votos Inválidos          | 1 680   | 2,70 / 100,00   |
| Total                   | Total                    | 62 154  | 100,00 / 100,00 |
| Eleitorado/Participação | Eleitorado/Participação  | 113 189 | 54,91 / 100,00  |

| Freguesia                         | %     | %     | %     | %    | %    | %    | %    | %    | %    | %    | Votantes |
| Freguesia                         | MRS   | ASN   | MM    | VS   | MBR  | PM   | HN   | ES   | CF   | JS   | Votantes |
| --------------------------------- | ----- | ----- | ----- | ---- | ---- | ---- | ---- | ---- | ---- | ---- | -------- |
| Amor                              | 60,08 | 15,09 | 11,97 | 2,93 | 2,79 | 1,56 | 2,22 | 1,32 | 1,89 | 0,14 | 2 184    |
| Arrabal                           | 74,18 | 11,03 | 6,16  | 2,19 | 1,10 | 2,88 | 0,96 | 0,48 | 0,89 | 0,14 | 1 500    |
| Bajouca                           | 85,56 | 3,47  | 3,38  | 3,30 | 1,57 | 0,91 | 0,74 | 0,50 | 0,33 | 0,25 | 1 239    |
| Bidoeira de Cima                  | 85,30 | 4,27  | 4,35  | 3,53 | 0,66 | 0,99 | 0,66 | 0,08 | 0,16 | 0    | 1 255    |
| Caranguejeira                     | 83,05 | 5,96  | 4,52  | 1,71 | 1,21 | 1,25 | 1,21 | 0,51 | 0,55 | 0,04 | 2 640    |
| Coimbrão                          | 62,78 | 13,88 | 6,27  | 5,41 | 4,67 | 1,23 | 3,19 | 1,60 | 0,74 | 0,25 | 844      |
| Colmeias e Memória                | 80,65 | 6,14  | 5,21  | 1,86 | 2,12 | 1,81 | 1,29 | 0,15 | 0,52 | 0,26 | 1 986    |
| Leiria, Pousos, Barreira e Cortes | 58,93 | 19,01 | 9,90  | 2,58 | 2,42 | 2,73 | 2,45 | 1,08 | 0,66 | 0,23 | 15 612   |
| Maceira                           | 57,22 | 18,87 | 9,56  | 3,68 | 3,45 | 1,85 | 2,92 | 1,53 | 0,72 | 0,19 | 4 844    |
| Marrazes e Barosa                 | 56,10 | 19,69 | 11,93 | 2,98 | 2,30 | 2,81 | 1,96 | 1,38 | 0,60 | 0,25 | 10 193   |
| Milagres                          | 73,50 | 11,17 | 5,59  | 3,72 | 1,58 | 1,65 | 1,22 | 0,43 | 0,86 | 0,29 | 1 438    |
| Monte Real e Carvide              | 59,30 | 16,90 | 11,28 | 3,32 | 3,39 | 1,58 | 2,07 | 1,28 | 0,72 | 0,15 | 2 736    |
| Monte Redondo e Carreira          | 69,28 | 10,83 | 8,13  | 3,89 | 2,58 | 1,62 | 1,46 | 1,27 | 0,66 | 0,27 | 2 693    |
| Parceiros e Azoia                 | 60,09 | 17,09 | 10,99 | 2,85 | 2,85 | 1,83 | 2,16 | 1,00 | 0,89 | 0,25 | 3 704    |
| Regueira de Pontes                | 68,22 | 14,47 | 7,42  | 2,56 | 2,11 | 1,37 | 1,01 | 1,01 | 1,65 | 0,18 | 1 130    |
| Santa Catarina da Serra e Chainça | 81,71 | 5,83  | 4,63  | 2,18 | 1,40 | 1,97 | 1,12 | 0,53 | 0,49 | 0,14 | 2 925    |
| Santa Eufémia e Boa Vista         | 79,19 | 7,33  | 4,88  | 2,85 | 1,00 | 1,99 | 1,18 | 0,50 | 0,95 | 0,14 | 2 272    |
| Souto da Carpalhosa e Ortigosa    | 75,39 | 8,80  | 6,90  | 2,67 | 2,01 | 1,70 | 1,25 | 0,42 | 0,49 | 0,38 | 2 959    |
| Leiria                            | 65,21 | 14,78 | 8,85  | 2,76 | 2,42 | 2,14 | 1,91 | 1,00 | 0,71 | 0,21 | 62 154   |

### Marinha Grande
| Candidato               | Candidato                | Votos  | %               |
| ----------------------- | ------------------------ | ------ | --------------- |
|                         | Marcelo Rebelo de Sousa  | 6 242  | 38,25 / 100,00  |
|                         | António Sampaio da Nóvoa | 4 022  | 24,64 / 100,00  |
|                         | Marisa Matias            | 2 416  | 14,80 / 100,00  |
|                         | Edgar Silva              | 1 272  | 7,79 / 100,00   |
|                         | Henrique Neto            | 863    | 5,29 / 100,00   |
|                         | Maria de Belém Roseira   | 660    | 4,04 / 100,00   |
|                         | Vitorino Silva           | 425    | 2,60 / 100,00   |
|                         | Paulo de Morais          | 292    | 1,79 / 100,00   |
|                         | Cândido Ferreira         | 81     | 0,50 / 100,00   |
|                         | Jorge Sequeira           | 47     | 0,29 / 100,00   |
| Votos Inválidos         | Votos Inválidos          | 434    | 2,59 / 100,00   |
| Total                   | Total                    | 16 754 | 100,00 / 100,00 |
| Eleitorado/Participação | Eleitorado/Participação  | 33 842 | 49,51 / 100,00  |

| Freguesia        | %     | %     | %     | %    | %    | %    | %    | %    | %    | %    | Votantes |
| Freguesia        | MRS   | ASN   | MM    | ES   | HN   | MBR  | VS   | PM   | CF   | JS   | Votantes |
| ---------------- | ----- | ----- | ----- | ---- | ---- | ---- | ---- | ---- | ---- | ---- | -------- |
| Marinha Grande   | 37,13 | 24,79 | 15,22 | 8,22 | 5,75 | 3,90 | 2,38 | 1,83 | 0,49 | 0,29 | 13 645   |
| Moita            | 39,33 | 26,02 | 10,89 | 8,17 | 4,99 | 4,54 | 4,54 | 1,21 | 0,15 | 0,15 | 687      |
| Vieira de Leiria | 44,26 | 23,45 | 13,52 | 5,29 | 2,73 | 4,73 | 3,33 | 1,71 | 0,64 | 0,34 | 2 422    |
| Marinha Grande   | 38,25 | 24,64 | 14,80 | 7,79 | 5,29 | 4,04 | 2,60 | 1,79 | 0,50 | 0,29 | 16 754   |

### Nazaré
| Candidato               | Candidato                | Votos  | %               |
| ----------------------- | ------------------------ | ------ | --------------- |
|                         | Marcelo Rebelo de Sousa  | 2 496  | 47,02 / 100,00  |
|                         | António Sampaio da Nóvoa | 1 351  | 25,47 / 100,00  |
|                         | Marisa Matias            | 648    | 12,21 / 100,00  |
|                         | Maria de Belém Roseira   | 274    | 5,16 / 100,00   |
|                         | Edgar Silva              | 180    | 3,39 / 100,00   |
|                         | Vitorino Silva           | 156    | 2,94 / 100,00   |
|                         | Paulo de Morais          | 136    | 2,56 / 100,00   |
|                         | Henrique Neto            | 36     | 0,68 / 100,00   |
|                         | Cândido Ferreira         | 19     | 0,36 / 100,00   |
|                         | Jorge Sequeira           | 9      | 0,17 / 100,00   |
| Votos Inválidos         | Votos Inválidos          | 128    | 2,35 / 100,00   |
| Total                   | Total                    | 5 433  | 100,00 / 100,00 |
| Eleitorado/Participação | Eleitorado/Participação  | 14 540 | 37,37 / 100,00  |

| Freguesia         | %     | %     | %     | %    | %    | %    | %    | %    | %    | %    | Votantes |
| Freguesia         | MRS   | ASN   | MM    | MBR  | ES   | VS   | PM   | HN   | CF   | JS   | Votantes |
| ----------------- | ----- | ----- | ----- | ---- | ---- | ---- | ---- | ---- | ---- | ---- | -------- |
| Famalicão         | 51,20 | 21,66 | 13,64 | 5,08 | 1,20 | 4,41 | 1,34 | 1,20 | 0,13 | 0,13 | 775      |
| Nazaré            | 47,04 | 26,89 | 11,44 | 5,35 | 2,94 | 2,56 | 2,64 | 0,59 | 0,39 | 0,15 | 3 427    |
| Valado dos Frades | 44,46 | 23,83 | 13,51 | 4,70 | 6,04 | 3,10 | 3,10 | 0,59 | 0,42 | 0,25 | 1 231    |
| Nazaré            | 47,05 | 25,47 | 12,21 | 5,16 | 3,39 | 2,94 | 2,56 | 0,68 | 0,36 | 0,17 | 5 433    |

### Óbidos
| Candidato               | Candidato                | Votos  | %               |
| ----------------------- | ------------------------ | ------ | --------------- |
|                         | Marcelo Rebelo de Sousa  | 2 800  | 55,33 / 100,00  |
|                         | António Sampaio da Nóvoa | 1 118  | 22,09 / 100,00  |
|                         | Marisa Matias            | 522    | 10,31 / 100,00  |
|                         | Maria de Belém Roseira   | 177    | 3,50 / 100,00   |
|                         | Vitorino Silva           | 147    | 2,90 / 100,00   |
|                         | Edgar Silva              | 116    | 2,29 / 100,00   |
|                         | Paulo de Morais          | 109    | 2,15 / 100,00   |
|                         | Henrique Neto            | 44     | 0,87 / 100,00   |
|                         | Cândido Ferreira         | 23     | 0,45 / 100,00   |
|                         | Jorge Sequeira           | 5      | 0,10 / 100,00   |
| Votos Inválidos         | Votos Inválidos          | 122    | 2,35 / 100,00   |
| Total                   | Total                    | 5 183  | 100,00 / 100,00 |
| Eleitorado/Participação | Eleitorado/Participação  | 10 441 | 49,64 / 100,00  |

| Freguesia                                | %     | %     | %     | %    | %    | %    | %    | %    | %    | %    | Votantes |
| Freguesia                                | MRS   | ASN   | MM    | MBR  | VS   | ES   | PM   | HN   | CF   | JS   | Votantes |
| ---------------------------------------- | ----- | ----- | ----- | ---- | ---- | ---- | ---- | ---- | ---- | ---- | -------- |
| A-dos-Negros                             | 49,13 | 28,53 | 9,67  | 3,65 | 4,12 | 2,22 | 1,90 | 0,48 | 0,32 | 0    | 648      |
| Amoreira                                 | 54,42 | 24,11 | 10,74 | 3,10 | 2,63 | 1,67 | 1,67 | 1,19 | 0,48 | 0    | 430      |
| Gaeiras                                  | 50,31 | 26,39 | 10,33 | 4,77 | 2,12 | 2,12 | 2,74 | 0,53 | 0,53 | 0,18 | 1 153    |
| Olho Marinho                             | 54,03 | 18,86 | 10,22 | 3,54 | 5,30 | 5,30 | 1,77 | 0,59 | 0,20 | 0,20 | 524      |
| Santa Maria, São Pedro e Sobral da Lagoa | 54,52 | 20,76 | 12,23 | 3,63 | 2,61 | 2,36 | 2,36 | 1,15 | 0,38 | 0    | 1 611    |
| Usseira                                  | 77,03 | 9,57  | 6,46  | 0,72 | 2,63 | 0,24 | 1,67 | 0,96 | 0,72 | 0    | 428      |
| Vau                                      | 62,73 | 19,95 | 7,35  | 2,36 | 1,84 | 1,57 | 1,57 | 1,31 | 0,79 | 0,52 | 389      |
| Óbidos                                   | 55,33 | 22,09 | 10,31 | 3,50 | 2,90 | 2,29 | 2,15 | 0,87 | 0,45 | 0,10 | 5 183    |

### Pedrógão Grande
| Candidato               | Candidato                | Votos | %               |
| ----------------------- | ------------------------ | ----- | --------------- |
|                         | Marcelo Rebelo de Sousa  | 1 130 | 68,15 / 100,00  |
|                         | António Sampaio da Nóvoa | 274   | 16,53 / 100,00  |
|                         | Marisa Matias            | 108   | 6,51 / 100,00   |
|                         | Maria de Belém Roseira   | 60    | 3,62 / 100,00   |
|                         | Vitorino Silva           | 41    | 2,47 / 100,00   |
|                         | Paulo de Morais          | 15    | 0,90 / 100,00   |
|                         | Henrique Neto            | 14    | 0,84 / 100,00   |
|                         | Cândido Ferreira         | 8     | 0,48 / 100,00   |
|                         | Edgar Silva              | 7     | 0,42 / 100,00   |
|                         | Jorge Sequeira           | 1     | 0,06 / 100,00   |
| Votos Inválidos         | Votos Inválidos          | 47    | 2,76 / 100,00   |
| Total                   | Total                    | 1 705 | 100,00 / 100,00 |
| Eleitorado/Participação | Eleitorado/Participação  | 3 425 | 49,78 / 100,00  |

| Freguesia       | %     | %     | %    | %    | %    | %    | %    | %    | %    | %    | Votantes |
| Freguesia       | MRS   | ASN   | MM   | MBR  | VS   | PM   | HN   | CF   | ES   | JS   | Votantes |
| --------------- | ----- | ----- | ---- | ---- | ---- | ---- | ---- | ---- | ---- | ---- | -------- |
| Graça           | 71,12 | 14,59 | 5,47 | 4,56 | 1,82 | 0,61 | 1,52 | 0    | 0,30 | 0    | 337      |
| Pedrógão Grande | 67,60 | 16,34 | 7,16 | 3,29 | 2,80 | 1,06 | 0,77 | 0,58 | 0,29 | 0,10 | 1 062    |
| Vila Facaia     | 66,78 | 19,32 | 5,42 | 3,73 | 2,03 | 0,68 | 0,34 | 0,68 | 1,02 | 0    | 306      |
| Pedrógão Grande | 68,15 | 16,53 | 6,51 | 3,62 | 2,47 | 0,90 | 0,84 | 0,48 | 0,42 | 0,06 | 1 705    |

### Peniche
| Candidato               | Candidato                | Votos  | %               |
| ----------------------- | ------------------------ | ------ | --------------- |
|                         | Marcelo Rebelo de Sousa  | 5 336  | 52,28 / 100,00  |
|                         | António Sampaio da Nóvoa | 2 257  | 22,11 / 100,00  |
|                         | Marisa Matias            | 1 086  | 10,64 / 100,00  |
|                         | Edgar Silva              | 482    | 4,72 / 100,00   |
|                         | Maria de Belém Roseira   | 399    | 3,91 / 100,00   |
|                         | Vitorino Silva           | 300    | 2,94 / 100,00   |
|                         | Paulo de Morais          | 228    | 2,23 / 100,00   |
|                         | Henrique Neto            | 65     | 0,64 / 100,00   |
|                         | Cândido Ferreira         | 31     | 0,30 / 100,00   |
|                         | Jorge Sequeira           | 22     | 0,22 / 100,00   |
| Votos Inválidos         | Votos Inválidos          | 231    | 2,22 / 100,00   |
| Total                   | Total                    | 10 437 | 100,00 / 100,00 |
| Eleitorado/Participação | Eleitorado/Participação  | 25 095 | 41,59 / 100,00  |

| Freguesia          | %     | %     | %     | %    | %    | %    | %    | %    | %    | %    | Votantes |
| Freguesia          | MRS   | ASN   | MM    | ES   | MBR  | VS   | PM   | HN   | CF   | JS   | Votantes |
| ------------------ | ----- | ----- | ----- | ---- | ---- | ---- | ---- | ---- | ---- | ---- | -------- |
| Atouguia da Baleia | 62,61 | 17,32 | 7,31  | 2,44 | 3,49 | 3,22 | 2,50 | 0,67 | 0,35 | 0,08 | 3 816    |
| Ferrel             | 45,17 | 25,77 | 11,88 | 3,18 | 5,20 | 4,88 | 2,97 | 0,53 | 0,11 | 0,32 | 964      |
| Peniche            | 45,99 | 24,63 | 12,87 | 6,88 | 4,16 | 2,33 | 1,93 | 0,66 | 0,26 | 0,28 | 5 076    |
| Serra d'El-Rei     | 51,50 | 25,40 | 10,93 | 3,35 | 2,29 | 3,17 | 1,94 | 0,71 | 0,35 | 0,35 | 581      |
| Peniche            | 52,28 | 22,11 | 10,64 | 4,72 | 3,91 | 2,94 | 2,23 | 0,64 | 0,30 | 0,22 | 10 437   |

### Pombal
| Candidato               | Candidato                | Votos  | %               |
| ----------------------- | ------------------------ | ------ | --------------- |
|                         | Marcelo Rebelo de Sousa  | 15 593 | 69,74 / 100,00  |
|                         | António Sampaio da Nóvoa | 2 920  | 13,06 / 100,00  |
|                         | Marisa Matias            | 1 749  | 7,82 / 100,00   |
|                         | Vitorino Silva           | 689    | 3,08 / 100,00   |
|                         | Maria de Belém Roseira   | 564    | 2,52 / 100,00   |
|                         | Paulo de Morais          | 325    | 1,45 / 100,00   |
|                         | Henrique Neto            | 235    | 1,05 / 100,00   |
|                         | Edgar Silva              | 181    | 0,81 / 100,00   |
|                         | Cândido Ferreira         | 57     | 0,25 / 100,00   |
|                         | Jorge Sequeira           | 46     | 0,21 / 100,00   |
| Votos Inválidos         | Votos Inválidos          | 615    | 2,68 / 100,00   |
| Total                   | Total                    | 22 974 | 100,00 / 100,00 |
| Eleitorado/Participação | Eleitorado/Participação  | 53 730 | 42,76 / 100,00  |

| Freguesia                                          | %     | %     | %     | %    | %    | %    | %    | %    | %    | %    | Votantes |
| Freguesia                                          | MRS   | ASN   | MM    | VS   | MBR  | PM   | HN   | ES   | CF   | JS   | Votantes |
| -------------------------------------------------- | ----- | ----- | ----- | ---- | ---- | ---- | ---- | ---- | ---- | ---- | -------- |
| Abiul                                              | 81,70 | 8,81  | 3,45  | 2,39 | 1,72 | 0,48 | 0,86 | 0,10 | 0,29 | 0,19 | 1 061    |
| Almagreira                                         | 77,14 | 9,79  | 6,09  | 2,47 | 1,73 | 1,23 | 0,74 | 0,41 | 0,33 | 0,08 | 1 234    |
| Carnide                                            | 87,52 | 4,12  | 3,12  | 2,62 | 1,00 | 0,50 | 0,75 | 0    | 0,37 | 0    | 813      |
| Carriço                                            | 70,84 | 12,26 | 6,69  | 3,51 | 3,38 | 1,46 | 1,26 | 0,40 | 0,07 | 0,13 | 1 556    |
| Guia, Ilha e Mata Mourisca                         | 75,14 | 10,16 | 6,23  | 3,05 | 2,16 | 1,42 | 0,67 | 0,57 | 0,28 | 0,32 | 2 923    |
| Louriçal                                           | 67,50 | 13,55 | 8,25  | 3,46 | 2,29 | 1,73 | 1,58 | 1,22 | 0,15 | 0,25 | 2 037    |
| Meirinhas                                          | 81,80 | 5,91  | 4,96  | 2,84 | 1,77 | 1,30 | 0,59 | 0,35 | 0,35 | 0,12 | 861      |
| Pelariga                                           | 65,25 | 14,38 | 10,46 | 2,94 | 2,94 | 1,63 | 0,98 | 0,76 | 0,44 | 0,22 | 946      |
| Pombal                                             | 61,11 | 17,71 | 10,87 | 3,03 | 2,79 | 1,76 | 1,12 | 1,11 | 0,26 | 0,24 | 6 428    |
| Redinha                                            | 64,36 | 17,53 | 7,96  | 3,58 | 3,58 | 1,50 | 0,81 | 0,46 | 0,12 | 0,12 | 887      |
| Santiago e S. Simão de Litém e Albergaria dos Doze | 67,92 | 14,20 | 7,30  | 3,09 | 3,04 | 1,41 | 1,18 | 1,18 | 0,36 | 0,32 | 2 252    |
| Vermoil                                            | 75,44 | 9,15  | 6,82  | 3,29 | 1,93 | 0,96 | 1,20 | 1,12 | 0,08 | 0    | 1 269    |
| Vila Cã                                            | 71,28 | 10,64 | 6,41  | 4,08 | 2,92 | 1,90 | 1,46 | 0,87 | 0,29 | 0,15 | 707      |
| Pombal                                             | 69,74 | 13,06 | 7,82  | 3,08 | 2,52 | 1,45 | 1,05 | 0,81 | 0,25 | 0,21 | 22 974   |

### Porto de Mós
| Candidato               | Candidato                | Votos  | %               |
| ----------------------- | ------------------------ | ------ | --------------- |
|                         | Marcelo Rebelo de Sousa  | 7 030  | 63,90 / 100,00  |
|                         | António Sampaio da Nóvoa | 1 588  | 14,43 / 100,00  |
|                         | Marisa Matias            | 1 035  | 9,41 / 100,00   |
|                         | Vitorino Silva           | 408    | 3,71 / 100,00   |
|                         | Maria de Belém Roseira   | 373    | 3,39 / 100,00   |
|                         | Paulo de Morais          | 177    | 1,61 / 100,00   |
|                         | Henrique Neto            | 176    | 1,60 / 100,00   |
|                         | Edgar Silva              | 141    | 1,28 / 100,00   |
|                         | Cândido Ferreira         | 58     | 0,53 / 100,00   |
|                         | Jorge Sequeira           | 16     | 0,15 / 100,00   |
| Votos Inválidos         | Votos Inválidos          | 307    | 2,71 / 100,00   |
| Total                   | Total                    | 11 309 | 100,00 / 100,00 |
| Eleitorado/Participação | Eleitorado/Participação  | 21 473 | 52,67 / 100,00  |

| Freguesia          | %     | %     | %     | %    | %    | %    | %    | %    | %    | %    | Votantes |
| Freguesia          | MRS   | ASN   | MM    | VS   | MBR  | PM   | HN   | ES   | CF   | JS   | Votantes |
| ------------------ | ----- | ----- | ----- | ---- | ---- | ---- | ---- | ---- | ---- | ---- | -------- |
| Alqueidão da Serra | 55,49 | 18,99 | 11,10 | 4,81 | 4,23 | 0,92 | 2,75 | 1,26 | 0,23 | 0,23 | 906      |
| Alvados e Alcaria  | 78,24 | 6,94  | 5,79  | 3,70 | 2,08 | 1,62 | 0,23 | 0,69 | 0,69 | 0    | 443      |
| Arrimal e Mendiga  | 71,65 | 6,76  | 8,64  | 4,43 | 3,54 | 1,44 | 1,66 | 1,00 | 0,66 | 0,22 | 930      |
| Calvaria de Cima   | 60,82 | 14,42 | 10,53 | 4,19 | 4,09 | 1,66 | 2,05 | 1,36 | 0,49 | 0,39 | 1 057    |
| Juncal             | 62,92 | 15,48 | 9,63  | 3,39 | 3,06 | 1,53 | 2,33 | 1,40 | 0,20 | 0,07 | 1 550    |
| Mira de Aire       | 56,09 | 19,07 | 11,99 | 2,92 | 5,16 | 1,18 | 1,24 | 1,86 | 0,31 | 0,19 | 1 645    |
| Pedreiras          | 65,88 | 12,14 | 9,59  | 3,25 | 3,43 | 1,32 | 1,32 | 1,41 | 1,58 | 0,09 | 1 175    |
| Porto de Mós       | 62,89 | 17,34 | 8,75  | 2,69 | 2,99 | 2,42 | 1,46 | 0,92 | 0,42 | 0,12 | 2 669    |
| São Bento          | 84,48 | 3,31  | 4,33  | 3,56 | 0,76 | 0,76 | 1,02 | 1,27 | 0,51 | 0    | 402      |
| Serro Ventoso      | 70,93 | 7,75  | 6,78  | 9,30 | 0,78 | 1,74 | 0,58 | 1,55 | 0,58 | 0    | 532      |
| Porto de Mós       | 63,90 | 14,43 | 9,41  | 3,71 | 3,39 | 1,61 | 1,60 | 1,28 | 0,53 | 0,15 | 11 309   |